# Негоша
Негоша (Негоща; истор. Ногоща, разг. Нёгоша) — река в Новгородском районе Новгородской области России.

## География и гидрология
Устье реки находится в 1 км по правому берегу реки Веряжки. Длина реки составляет 8 км, площадь водосборного бассейна 13,7 км². На реке расположена небольшая деревня Воробейка.

## Данные водного реестра
По данным государственного водного реестра России относится к Балтийскому бассейновому округу, водохозяйственный участок реки — Бассейн оз. Ильмень без рр. Мста, Ловать, Пола и Шелонь, речной подбассейн реки — Волхов. Относится к речному бассейну реки Нева (включая бассейны рек Онежского и Ладожского озера).
Код объекта в государственном водном реестре — 01040200512102000025188.